# Маргарета фон Насау-Диленбург
Маргарета фон Насау-Диленбург (на немски: Margarethe von Nassau-Dillenburg; * 1415; † 27 май 1467) е графиня от Насау-Диленбург и чрез женитба графиня на Сайн-Алтенкирхен.

## Произход и брак
Тя е дъщеря на граф Енгелберт I фон Насау († 1442) и съпругата му Йохана фон Поланен-Васенаер-Бреда († 1445), дъщеря наследничка на Йохан III (V) фон Поланен–Васенаер († 1394), господар на Бреда и Поланен в Графство Холандия, и графиня Маргарета Отилия (Ода) Йохана фон Салм-Оберсалм († 1428).
Маргарета фон Насау се омъжва 1435 г. за граф Дитрих фон Сайн--Алтенкирхен (* 7 август 1415; † 2 август 1452), големият син на граф Герхард I фон Сайн († 1419) и втората му съпруга Анна фон Золмс-Браунфелс († 1433). Бракът е бездетен.